# انسو پرس
انسو نیکولاس پرس سِگی (اسپانیایی: Enzo Nicolás Pérez Seguí‎؛ زادهٔ ۲۲ فوریهٔ ۱۹۸۶) بازیکن فوتبال اهل آرژانتین است.

## تیم ملی
وی همچنین در تیم ملی فوتبال آرژانتین بازی کرده‌است.